# FS E.326
Les locomotives FS E.326 appartiennent à une série très limitée de locomotives électriques en dotation des chemins de fer italiens (Ferrovie dello Stato ou FS). Cette série prépara la grande série des FS E.636 qui lui succédera quelques années plus tard.

## Histoire du groupe E.326
La série E.326 fait partie de la "famille élargie" des locomotives construites entre les années 1920 et 1930 par les "Ferrovie Italiane" selon la stratégie de l'"inter-opérabilité", modularité définie, voulue et imposée par l'ingénieur Giuseppe Bianchi pour réduire les coûts et les durées de maintenance. La standardisation des composants a en effet permis une parfaite disponibilité des pièces de rechange augmentant le rendement des locomotives de façon très importante par rapport aux autres opérateurs étrangers.
Durant la seconde moitié des années 1930, les chemins de fer italiens prirent courageusement la décision d'abandonner le courant triphasé pour passer au courant continu sur tout leur réseau. Il leur fallut se doter du matériel roulant adéquat avec les 3 nouvelles séries : les FS E.428 pour les trains lourds de voyageurs sur les longs trajets, les FS E.626 pour des fonctions multiples et les FS E.326 conçues pour assurer les transports rapides de trains de voyageurs plus légers que ceux remorqués par des E.428.
Durant les essais de qualification, ces locomotives dépassèrent la vitesse, exceptionnelle pour l'époque, de 140 km/h.
La série E.326, comme les deux autres nouvelles séries lancées durant ces années, souffrirent de l'inexpérience manifeste des concepteurs dans la traction sous courant continu. Les roues motrices, de grandes dimensions, étaient typiques des locomotives à vapeur, car il fallait maintenir des vitesses de rotation faibles des essieux moteurs pour éviter les vibrations. Dans le cas des E.326, il fut maintenu un diamètre important pour augmenter la vitesse maximale de la locomotive tout en augmentant le rapport de transmission.
Les E.326, bien que destinées à traîner des convois légers de voyageurs, avaient un poids propre assez élevé de 114 tonnes. Cela incita les concepteurs à ajouter des essieux non moteurs à l'avant comme à l'arrière les essieux moteurs centraux, afin de répartir la charge et obtenir une charge à l'essieu compatible avec les caractéristiques des voies ferrées, mais aussi pour améliorer l'entrée dans les courbes. C'est pourquoi on a une composition peu commune 2 Co 2 avec un bogie de deux essieux porteurs avant, les trois essieux moteurs centraux indépendants et un bogie de deux essieux porteurs.
Durant les années 1935/1936, la vitesse de ces machines fut abaissée de 140 km/h à 105 km/h.
Durant la Seconde Guerre mondiale, les bombardements alliés mirent hors service les 12 exemplaires de la série. Toutes les locomotives seront cependant jugées réparables à la fin du conflit et réparées dans les ateliers de l'Officina Grandi Riparazioni de Foligno, sauf la E.326.006 qui sera confiée aux ateliers du "Deposito Locomotive" de Bologne. Toutes ces locomotives reprirent du service dès le début d'année 1949.
Actuellement, un seul exemplaire est conservé, la E.326.004, au musée national ferroviaire de Pietrarsa de Naples, en parfait état de marche.